# The Hopper
Pour plus de détails, voir Fiche technique et Distribution.
The Hopper est un film américain réalisé par Thomas N. Heffron, sorti en 1918.

## Synopsis
Les collectionneurs d'antiquités Wilbur Talbot et John Wilton sont amis jusqu'à ce que Wilbur obtienne un vase chinois que John convoitait depuis longtemps. Leur inimitié devient si importante que lorsque leurs enfants respectifs Roger et Muriel se marient, ils les déshéritent. Près de la propriété des Talbot, vit "The Hopper", un ancien escroc, avec sa femme Mary et leur ami Humpy. Un jour, se croyant poursuivi par un policier, The Hopper s'enfuit à bord de la voiture de Roger mais, quand il se rend compte que Roger Jr. est sur le siège arrière, il revient pour rendre l'enfant. Il rencontre alors Muriel, qui, désirant que la vieille querelle se termine, lui demande de voler le vase Ming chez Wilbur et une pièce de la même valeur chez John. Les deux collectionneurs s'accusent mutuellement de vol et de kidnapping jusqu'à ce que The Hopper entre avec les porcelaines et l'enfant. En voyant leur petit-fils jouer avec les antiquités dans ses petites mains, ils acceptent de se serrer la main et les deux familles se réunissent.

## Fiche technique
- Titre original : The Hopper
- Réalisation : Thomas N. Heffron
- Scénario : Jack Cunningham, d'après une nouvelle de Meredith Nicholson
- Photographie : William A. Reinhart
- Société de production : Triangle Film Corporation
- Société de distribution : Triangle Distributing Corporation
- Pays de production :  États-Unis
- Langue originale : anglais
- Format : noir et blanc — 35 mm — 1,37:1 — Film muet
- Genre : Comédie dramatique
- Durée : 50 minutes (5 bobines)
- Date de sortie : États-Unis : 3 février 1918
- Licence : Domaine public

## Distribution
- Walt Whitman : John Wilton
- George Hernandez : Wilbur Talbot
- Irene Hunt : Muriel Wilton
- William V. Mong : The Hopper
- Gino Corrado : Roger Livingston Talbot
- Kisaburô Kurihara : Mang
- Peaches Jackson : Roger Jr.
- Louis Durham : Humpy
- Lillian West : Mary